# Norman Barrett
Norman Rupert Barrett est un chirurgien thoracique, né le 16 mai 1903 à Adélaïde, Australie-Méridionale, mort le 8 janvier 1979 à Londres, Angleterre.

## Biographie
Il est connu pour avoir décrit l'endobrachyœsophage en 1957.